# Chester Carlson
Chester Floyd Carlson (Seattle, Washington; 8 de febrero de 1906-Nueva York, 19 de septiembre de 1968) fue un físico, inventor y empresario estadounidense.

## Biografía
Fue el inventor de la electrofotografía, la cual más tarde recibiría el nombre comercial de xerografía. Creó la empresa Xerox. En 1931 descubrió un material fotoconductor que se cargaba de electricidad estática solo en las zonas iluminadas, lo que le llevó a desarrollar la fotocopiadora, teniendo gran éxito. (1959).